# Cryptophagus friwaldszkyi
Cryptophagus friwaldszkyi is een keversoort uit de familie harige schimmelkevers (Cryptophagidae). De wetenschappelijke naam van de soort werd in 1866 gepubliceerd door Friwaldszky.